# Баб'юк Василь
Василь  Баб'юк (Бабюк) (12 лютого 1895, Дусанів— після 21 травня 1922, Перемишлянський район)— український військовик, стрілець Української Галицької Армії.
Відповідно до українського законодавства визнаний борцем за незалежність України у XX столітті.

## Життєпис
Навчався в Рогатинській гімназії з 1907 року. 
В 1915 році він був призваний до армії Австро-Угорщини. У 1916 році склав іспит зрілості у Відні. В 1918 році записався в «академію семінарії у Львові». 
З листопада 1918 по травень 1919 перебував в лавах УГА, а у травні 1919 року потрапив у польський полон. Восени 1919 року втік з табору для військовополонених, перейшов кордон з ЧСР та в подальшому перебував у Німецькому Яблонному. В 1921 році переїхав з табору у Йозефір. Навесні 1922 року ходив на господарський курс чеської державної школи в Сміжіцах. 
У проханні Василя Бабюка прийняти його до УГА, було відмовлено через брак документів про його освіту.
Подальша доля невідома.